# Río Castro (Zamora)
Der Río Castro ist ein etwa 25 Kilometer langer rechter Nebenfluss des Río Tera in der spanischen Provinz Zamora.

## Verlauf
Die Quelle des Río Castro befindet sich im Süden der Montes de León im Nordwesten der Provinz Zamora auf dem Gebiet der Gemeinde Requejo de Sanabria. Nach stärkeren Regenfällen verschiebt sich der Ursprung des Flusses bis zu zwei Kilometern nach Nordwesten. Der Río Castro fließt in östliche Richtung und mündet nach nur etwa 25 Kilometern bei Puebla de Sanabria in den Río Tera. Der Fluss hat keine nennenswerten Nebenflüsse und ist nicht gestaut.

## Tourismus
- Der Oberlauf des Río Castro ist ein gutes Angelrevier für Forellen (truchas).
- Kanufahrten sind möglich.

## Sehenswürdigkeiten
Hauptattraktion am Río Castro ist der als Conjunto histórico-artístico eingestufte Ortskern der Kleinstadt Puebla de Sanabria mit seinen mittelalterlich anmutenden Gassen, der Burg der Grafen von Benavente und der Kirche Nuestra Señora del Azogue.